# Вуосаарі (метроміст)
Вуосаарі (фін. Vuosaaren metrosilta, швед. Nordsjö metrobro) —  метроміст через затоку Порварінлахті‎, з'єднує райони Вуосаарі та Вартіокюля (Пуотіла) у Гельсінкі, Фінляндія. Відкрито 31 серпня 1998 р.
Розташований між станціями метро Растіла та Пуотіла
10 прогінний 2 колійний балочний метроміст.
- Довжина — 386 m
- Ширина — 39 m
- Пропускна спроможність — 240 метропотягів/добу